# Perl (Saarland)
|  | No confondre amb Perl, un llenguatge de programació |

Perl és un municipi del districte de Merzig-Wadern a l'estat federat alemany de Saarland. Està situat a la vora dreta del riu Mosel·la, al trifini amb Luxemburg i França, aproximadament 25 km al sud-est de la ciutat de Luxemburg. Un pont sobre el Mosel·la l'uneix amb Schengen a Luxemburg, i un segon pont comunica el nucli de Nennig amb Remich. Durant l'onada de calor de 2003 Perl-Nennig arribà a una temperatura màxima de 40,3 °C la més gran d'Alemanya.

## Nuclis
- Besch
- Borg
- Büschdorf
- Eft-Hellendorf
- Keßlingen
- Münzingen
- Nennig
- Oberleuken
- Oberperl
- Perl
- Sehndorf
- Sinz
- Tettingen-Butzdorf
- Wochern